# Simplikios

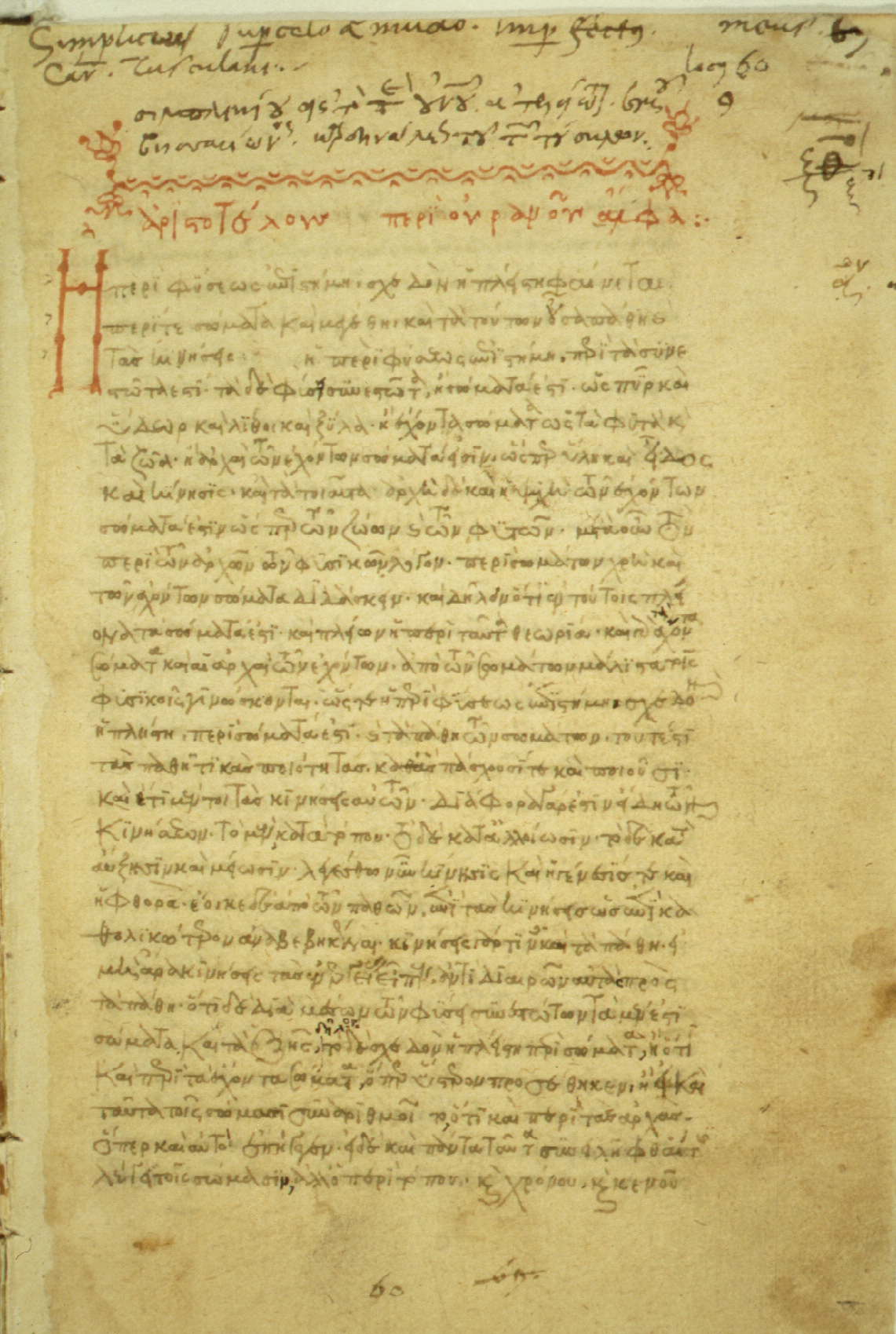
Der Anfang von Simplikios’ Kommentar zur Schrift Über den Himmel des Aristoteles in einer Handschrift des 14. Jahrhunderts aus dem Besitz von Kardinal Bessarion, Biblioteca Apostolica Vaticana, Codex Vaticanus Graecus 254, fol. 9r

Simplikios von Kilikien (altgriechisch Σιμπλίκιος, lateinisch Simplicius; * um 480; † um 560) war ein spätantiker griechischer Philosoph der neuplatonischen Richtung. Er lebte im Oströmischen Reich und trat vor allem als Kommentator von Schriften des Aristoteles hervor, die er neuplatonisch deutete. Gemäß der im spätantiken Neuplatonismus vorherrschenden Sichtweise hielt er Aristoteles für einen Platoniker und bemühte sich, platonische und aristotelische Lehren zu harmonisieren. Dabei ging es ihm auch um die Verteidigung der klassischen philosophischen Tradition und des religiösen Weltbilds der Neuplatoniker gegen christliche Kritik. Er erörterte die Beschaffenheit des Weltalls, bemühte sich um die Definition des Begriffs Materie, untersuchte das Phänomen Zeit und setzte sich mit dem Problem des Ursprungs der Übel auseinander. In seinem Kommentar zum Handbüchlein des Stoikers Epiktet, einer Einführung in die Ethik, stellte er die begründenden Prinzipien des aus seiner Sicht richtigen Handelns dar. Dabei legte er großes Gewicht auf die menschliche Fähigkeit zu einer selbstbestimmten Lebensführung und verteidigte die Willensfreiheit.
Im Spätmittelalter erzielte die Aristoteles-Kommentierung des Simplikios eine beträchtliche Nachwirkung. Moderne Altertumswissenschaftler schätzen seine Schriften als wertvolle Quellen für frühere Epochen der griechischen Philosophiegeschichte, insbesondere für die Zeit der Vorsokratiker, denn er hatte Zugang zu einer Fülle von heute verlorenem Material. Wegen seiner Gewissenhaftigkeit und Gründlichkeit in der Auseinandersetzung mit älteren Lehrmeinungen sowie seinen durchdachten Analysen und umsichtigen Stellungnahmen gilt er als einer der bedeutendsten Gelehrten seiner Zeit.

## Leben
Simplikios stammte aus Kilikien, einer Region an der Südküste Kleinasiens; ansonsten ist über seine Herkunft nichts bekannt. Seine philosophische Ausbildung erhielt er zunächst in Alexandria, wo der einflussreiche Neuplatoniker Ammonios Hermeiou sein Lehrer war. Wie Ammonios lebte Simplikios in der Tradition der alten griechischen Religion. Er gehörte also zu einer schrumpfenden Minderheit; im Oströmischen Reich herrschte schon seit langem die christliche Staatsreligion. Unter den Schülern des Ammonios waren eifrige Vertreter des paganen („heidnischen“) Glaubens, aber auch Christen. Ammonios ging religiösen Auseinandersetzungen aus dem Weg und bemühte sich in seiner Schule um ein relativ entspanntes Verhältnis zwischen den Religionen.
Später begab sich Simplikios nach Athen, wo sich die paganen Neuplatoniker traditionell schärfer von ihrer christlichen Umgebung abgrenzten als in Alexandria. Sein dortiger Lehrer war Damaskios, ein entschiedener Gegner des Christentums, der ebenfalls in Alexandria bei Ammonios studiert hatte und spätestens 515 der letzte Leiter (Scholarch) der neuplatonischen Philosophenschule in Athen wurde. Diese Schule, die Plutarch von Athen gegründet hatte, nahm für sich in Anspruch, die Tradition der Platonischen Akademie fortzusetzen. Sie blieb bis zuletzt ein Hort der paganen Religion, die für die dortigen Philosophen untrennbar mit dem Platonismus verbunden war. Nachdem die Aktivitäten der Neuplatoniker in Athen lange von den christlichen Kaisern geduldet worden waren, spitzte sich unter Kaiser Justinian der religiöse Gegensatz zu. Im Jahr 529 untersagte der Kaiser den paganen Lehrbetrieb, etwas später wiederholte und verschärfte er das Verbot. Die staatlichen Maßnahmen führten zur Schließung der Schule. Simplikios, Damaskios und fünf weitere Philosophen entschlossen sich zur Emigration. Vielleicht schon 531, spätestens 532 wanderten sie in das persische Sasanidenreich aus. Dort bot ihnen der seit September 531 regierende Großkönig Chosrau I. Zuflucht an seinem Hof in Ktesiphon, wo sie mit Toleranz rechnen konnten.
Chosrau nahm gegenüber den Neuplatonikern und der alten griechischen Religion eine wohlwollende Haltung ein; er förderte alle Bestrebungen, die der religiösen Einheit des Oströmischen Reichs entgegenwirkten und dieses damit schwächten. Dennoch waren die Philosophen bald von den Verhältnissen am persischen Hof enttäuscht. Als im Herbst 532 die Oströmer mit den Persern einen „Ewigen Frieden“ schlossen, bestand der Großkönig in einer der Klauseln des Friedensvertrags darauf, dass die Philosophen unbehelligt ins Oströmische Reich zurückkehren und dort an ihren religiösen Überzeugungen festhalten durften. Noch im selben Jahr verließen die Neuplatoniker das Perserreich.
Vielleicht ließ sich Simplikios nun in Carrhae nieder, einer im Grenzgebiet zum Perserreich gelegenen Stadt, und gründete dort eine neue platonische Schule. Diese erstmals 1984 vom Gnosisforscher Michel Tardieu auf einem Kongress vorgetragene Hypothese hat seither beträchtlichen Anklang gefunden, ist aber auch auf Widerspruch gestoßen. Sie stützt sich auf Indizien wie den Umstand, dass Carrhae ein günstiges Umfeld bot, weil in der Bevölkerung der Stadt pagane Traditionen noch stark verwurzelt waren. Zugunsten der Hypothese wird vor allem geltend gemacht, dass dort noch im Jahr 943 eine griechische Philosophenschule bestand, wie einem Bericht des zeitgenössischen Gelehrten Abu ’l-Ḥasan ʿAlī ibn al-Ḥusain al-Masʿūdī zu entnehmen ist. Daneben existieren in der Forschung noch weitere Vermutungen, denen zufolge Simplikios nach Athen zurückkehrte, wieder nach Alexandria zog, sich mit seinem Lehrer Damaskios in Syrien niederließ oder fortan in seiner Heimatlandschaft Kilikien lebte.
Den Großteil seiner erhaltenen Werke – vielleicht sogar alle – verfasste Simplikios erst nach der Rückkehr aus dem Perserreich; offenbar stand ihm weiterhin eine reichhaltige Bibliothek zur Verfügung. Bei der Aristoteles-Kommentierung polemisierte er heftig gegen den christlichen Philosophen Johannes Philoponos, dem er Ruhmsucht und unberechtigte Kritik an der Kosmologie des Aristoteles vorwarf. Der Angegriffene hatte wie Simplikios bei Ammonios Hermeiou studiert. Daher legte Simplikios Wert auf die Feststellung, er kritisiere Philoponos zwar hart, hege aber keinen persönlichen Groll aus der Vergangenheit gegen ihn, denn er könne sich nicht erinnern, ihm jemals begegnet zu sein.
Wann Simplikios starb, ist unbekannt; gewöhnlich wird angenommen, dass er um die Mitte des 6. Jahrhunderts noch lebte. Sicher ist, dass er seinen Lehrer Damaskios, der im Jahr 538 noch am Leben war, überlebt hat. Häufig wird ohne weitere Begründung ein Todesjahr um 560 angegeben.

## Werke
Das umfangreiche, ausschließlich aus Kommentaren bestehende Œuvre des Simplikios ist nur teilweise erhalten geblieben. Zum erhaltenen Teil zählen die Kommentare zu drei Schriften des Aristoteles: den Kategorien, der Physik und der Abhandlung Über den Himmel. Sie sind erst nach der Rückkehr aus dem Perserreich entstanden und zeugen von der Belesenheit und Sachkenntnis des Verfassers. Der Physik-Kommentar enthält zwei Exkurse, die in der modernen Forschung als Corollarium de tempore („Exkurs über die Zeit“) und Corollarium de loco („Exkurs über den Ort“) bezeichnet werden. Ferner kommentierte Simplikios die als Encheiridion (Handbüchlein) verbreitete Fassung der Lehrgespräche des Stoikers Epiktet. Das Encheiridion behandelt Grundsätze der Ethik, die im neuplatonischen Unterricht zur Propädeutik gehörten. Die dort beschriebenen Tugenden galten den Neuplatonikern als Voraussetzung für ein philosophisches Leben.
Diese Kommentare zählen zu den wertvollsten Quellen für die antike Philosophiegeschichte. Im Unterschied zu vielen anderen neuplatonischen Kommentarwerken handelt es sich nicht um Schülermitschriften aus Lehrveranstaltungen, sondern um Texte, die der Autor selbst schriftlich formuliert hat. Sie enthalten eine Fülle von Zitaten aus heute verlorenem Schrifttum und Darstellungen von Lehrmeinungen anderer Denker, über die anderweitig wenig oder nichts überliefert ist. Insbesondere ist Simplikios ein erheblicher Teil der Fragmente der Vorsokratiker zu verdanken, darunter die wichtigsten wörtlich überlieferten Stellen aus den Lehrgedichten des Parmenides (rund zwei Drittel der erhaltenen Verse) und des Empedokles. Groß ist auch seine Bedeutung als Vermittler von Gedankengut stoischer und peripatetischer Philosophen. Über die Auffassungen von Angehörigen der Platonischen Akademie sowie von Mittel- und Neuplatonikern und Pythagoreern liefert Simplikios ebenfalls zahlreiche wichtige Informationen. Manche seiner Berichte ermöglichen eine Rekonstruktion der Lehren, die in den verlorenen Schriften dieser Autoren dargelegt waren. Die Ausführlichkeit und Detailfülle seiner Werke ist vor dem Hintergrund der damaligen Verhältnisse zu sehen: Angesichts der Gefährdung der paganen Bildungsgüter durch militante christliche Kreise, die sich in der zwangsweisen Schließung der Athener Philosophenschule zeigte, versuchte er den Ertrag der jahrhundertelangen Bemühungen der Philosophen durch eine gründliche Darstellung für die Zukunft zu retten.
Die Aristoteles-Auslegung lässt erkennen, dass Simplikios im Umgang mit den Texten, mit denen er sich befasste, sehr umsichtig und gewissenhaft verfuhr. Er berücksichtigte auch philologische Aspekte, indem er Handschriften verglich und textkritische Bemühungen unternahm, um den authentischen Wortlaut zu ermitteln. Seine Sorgfalt bei der Auswertung seiner Quellen war für einen antiken Philosophen außergewöhnlich. Als Merkmale eines guten Kommentators nannte er Unvoreingenommenheit und Vertrautheit nicht nur mit der einzelnen interpretierten Schrift, sondern mit dem Gesamtwerk und der Ausdrucksweise des Aristoteles. Ausdrücklich missbilligte er Autoritätshörigkeit. Er stellte fest, ein guter Kommentator versuche nicht, alle Thesen des Aristoteles als richtig zu erweisen, als ob dieser unfehlbar wäre. Zwar schätzte er Aristoteles und betrachtete ihn als Platoniker, doch wahrte er Distanz, prüfte die aristotelischen Argumente und nahm teils zustimmend, teils ablehnend Stellung. Dabei setzte er sich auch mit den Ansichten früherer Kommentatoren wie Alexander von Aphrodisias und Iamblichos von Chalkis auseinander. Er berichtete über die Positionen seiner Vorgänger, deren Werke heute zum Teil verloren sind, und untersuchte sie auf ihre Plausibilität. Kritik an Thesen anerkannter Autoritäten übte er, wo es ihm nötig schien. Als besten Aristoteles-Kommentator bezeichnete er den Peripatetiker Eudemos von Rhodos, aus dessen heute verlorener Physik er viel Material durch seine Zitate für die Nachwelt gerettet hat. Seine eigene Leistung schätzte er mit Bescheidenheit ein.
Ein nicht erhaltener spätantiker Kommentar zum ersten Buch der Elemente Euklids (oder zumindest zu den Definitionen, Postulaten und Axiomen am Beginn des ersten Buches) wurde im Mittelalter Simplikios zugeschrieben und wird auch heute zu seinen authentischen Werken gezählt. Exzerpte daraus sind in einem mittelalterlichen arabischen Euklid-Kommentar überliefert. Verloren sind auch Simplikios’ Kommentare zur Meteorologie des Aristoteles und zu einer Schrift des Iamblichos über die Pythagoreer. Ferner gibt es Indizien dafür, dass er Kommentare zu Platons Dialog Phaidon und zu einem Rhetorikhandbuch des Hermogenes von Tarsos verfasst hat.
Dass Simplikios auch gedichtet hat, geht aus einem Proklos-Scholion hervor, in dem zwei von ihm stammende Verse überliefert sind.
Traditionell wird Simplikios auch ein erhaltener Kommentar zu Aristoteles’ Schrift Über die Seele (De anima) zugeschrieben. Diese Zuschreibung wird von Ilsetraut Hadot und einigen anderen Wissenschaftlern verteidigt, jedoch dominiert in der neueren Forschung die Meinung, dass das Werk von einem anderen Neuplatoniker stammt. Umstritten ist der Vorschlag, den Kommentator, der „Pseudo-Simplikios“ genannt wird, mit Priskianos Lydos zu identifizieren. Für Autorschaft des Priskianos plädieren Carlos Steel und Matthias Perkams. Gegen ihre These – ebenso wie gegen die traditionelle Einordnung unter die Werke des Simplikios – wenden sich John F. Finamore und John M. Dillon, Henry J. Blumenthal und Pamela Margaret Huby. Zwar erwähnt der Kommentator zwei weitere Werke, die er verfasst habe, doch sind diese heute verloren und tragen daher zu seiner Identifizierung nichts bei. Es handelt sich um einen Kommentar zur Metaphysik des Aristoteles und einen Auszug aus der Physik Theophrasts oder einen Kommentar zu einem von Theophrast selbst stammenden Auszug aus diesem Werk. Diese beiden Schriften werden bei der traditionellen Zuschreibung des De anima-Kommentars zu den verlorenen Werken des Simplikios gezählt. Mögliche Spuren eines verlorenen Metaphysik-Kommentars des Simplikios in byzantinischen Scholien sind in ihrer Zuverlässigkeit umstritten. Der Verfasser des erhaltenen De anima-Kommentars, um wen auch immer es sich handelte, bemühte sich in seinem Text zu zeigen, dass Aristoteles mit zentralen Thesen der platonischen Seelenlehre übereingestimmt habe.

## Lehre
Ein Hauptanliegen des Simplikios war die Harmonisierung der platonischen und der aristotelischen Philosophie. Diese Bemühung entsprach dem im spätantiken Neuplatonismus verbreiteten Bestreben, die namhaftesten Autoritäten der als klassisch geltenden paganen Tradition als Vertreter ein und derselben ehrwürdigen Lehre darzustellen. Die systematische Darlegung dieser Lehre sollte eine überlegene Alternative zum Christentum bieten. Zugleich sollte damit das christliche Argument, die paganen Denker seien untereinander verschiedener Meinung und daher nicht im Besitz der Wahrheit, entkräftet werden. In diesem Sinne wurden die Differenzen zwischen Platonismus und Aristotelismus von manchen Neuplatonikern heruntergespielt. Simplikios vermittelte seinen Lesern den Eindruck, die Einwände des Aristoteles gegen Lehren Platons beträfen nicht deren sachlichen Kern, sondern nur bestimmte Formulierungen. Auch sonst postulierte er eine fundamentale Übereinstimmung der Kernideen der bedeutenden philosophischen Lehrer und Richtungen, soweit sie mit dem neuplatonischen Weltbild vereinbar zu sein schienen. Im Zweifelsfall entschied er sich für eine harmonisierende Auslegung. Wo dies nicht möglich war, bezog er klar Stellung, etwa mit seiner Ablehnung des Materialismus der Stoiker.
Seine Herangehensweise erläuterte Simplikios anlässlich seiner Auseinandersetzung mit der philosophischen Bestimmung der Zeit: Es komme nicht darauf an, die Ansicht des Aristoteles zu diesem Problem zu kennen; vielmehr müsse man erst erkennen, was die Zeit tatsächlich sei. Dann könne man davon ausgehend an die Einsichten des Aristoteles näher herankommen.

### Kosmologie
In der Astronomie setzte Simplikios wie Aristoteles das in der Antike vorherrschende geozentrische Weltbild voraus. Er glaubte, die Erde befinde sich ruhend in der Mitte des Universums. Hinsichtlich der Gestirnbewegungen wich er aber vom aristotelischen Modell ab, das durchsichtige, konzentrisch um die Weltmitte angeordnete, sich gleichförmig drehende Hohlkugeln (Sphären) vorsieht, an denen die Gestirne befestigt sind. Durch diese Befestigung werden dem Modell zufolge die Himmelskörper in ihren stets gleichbleibenden Kreisbahnen gehalten. Simplikios meinte, dieses Konzept sei durch die bei Ptolemaios dargelegten späteren astronomische Erkenntnisse teilweise überholt. Aber auch das Modell des Ptolemaios hielt er nicht für die endgültige Lösung. Er war der Ansicht, keine der bisherigen Theorien biete eine befriedigende Darstellung und Erklärung der Planetenbewegungen, keine sei notwendigerweise und nachweislich richtig. Auch seine eigene Theorie erfüllte seine Kriterien für einen wissenschaftlichen Beweis nicht. Im Gegensatz zu Aristoteles nahm er eine Achsenrotation sämtlicher Himmelskörper an und hielt deren Kreisbewegungen nicht für homozentrisch. Nach seiner Vorstellung dreht sich nur die Fixsternsphäre um das Zentrum des Weltalls. Die Planeten, zu denen man in der Antike auch die Sonne und den Mond zählte, führen eine komplexere Bewegung aus, die mindestens eine Kreisbewegung einschließt, deren Mittelpunkt nicht die Erde ist.
Aristoteles meinte, das Weltall befinde sich nicht an einem Ort. Es sei nicht lokalisierbar, denn außerhalb des kugelförmigen Himmels, der von nichts umgeben und begrenzt sei, gebe es keine Wirklichkeit. Dieser Auffassung widersprach Simplikios. Er machte geltend, die Kreisbewegung der Himmelskugel sei nach der aristotelischen Lehre eine örtliche Bewegung, also eine Änderung des Orts, und dies setze voraus, dass der Himmel sich an einem Ort befinde. Den Grund für den Irrtum des Aristoteles sah Simplikios in der Unzulänglichkeit der aristotelischen Definition des Begriffs „Ort“. Aristoteles hatte den Ort als die Grenze zwischen einem Umfassenden und einem Umfassten definiert. Damit bestimmte er ihn als zweidimensionale Oberfläche. Demnach konnte der von nichts umfasste Himmel keinen Ort haben. Simplikios fragte, ob unter „Umfassen“ ein Umhüllen von außen oder ein Durchdringen des Umfassten zu verstehen sei. Beides führe zu einem Widerspruch: Wenn das Umfassende das Umfasste durchdringe, sei der Ort nicht die Grenze; wenn der Ort das Umfasste nur umhülle, sei nur die Oberfläche des Umfassten und nicht dieses selbst an einem Ort, was widersinnig sei. Dem Konzept des Aristoteles stellte Simplikios sein eigenes Ortsverständnis entgegen. Diesem zufolge ist der Ort ein Raum (χώρα chṓra) und ein „Gefäß“ (ὑποδοχή hypodochḗ), eine ausgebreitete Realität, die alle Teile eines an dem Ort befindlichen Dinges betrifft. Er ist kein Hohlraum und auch nicht – wie Proklos meinte – ein immaterieller Körper, sondern materiell und ausgedehnt. Die Materie des Ortes ist nicht dieselbe wie die des Körpers, der sich am Ort befindet; vielmehr handelt es sich um zwei verschiedene Arten von Materie. Darin liegt keine Unstimmigkeit, denn aus Simplikios’ Sicht steht nichts einer gegenseitigen Durchdringung zweier Materien entgegen. Der Ort ist kein Akzidens, keine Eigenschaft von etwas (wie etwa die räumliche Ausdehnung, die ein Ding als eine seiner Eigenschaften aufweist und die in der Kategorienlehre unter Quantität fällt). Vielmehr ist er selbst eine ausgedehnte Ousia („Seiendheit“, oft mit „Substanz“ übersetzt). In der Weltordnung spielt er eine wichtige Rolle, denn er ist das Maß, das jedem Körper dessen Stellung zuteilt und innerhalb der Körper deren Teile ordnet. Somit ist der Ort kein neutraler Raum, in dem sich zufällig Objekte befinden, sondern er ist das Prinzip der geordneten Struktur des gesamten Kosmos und jedes einzelnen Dings. Er nimmt nicht passiv Dinge auf, sondern gestaltet die Verhältnisse machtvoll.
Simplikios hielt wie Aristoteles die räumliche Ausdehnung des Universums für endlich. Er verteidigte die aristotelische Lehre von der Anfangslosigkeit und Unzerstörbarkeit des Kosmos gegen die Position des Philoponos, der als Christ eine Schöpfung als zeitlichen Beginn und einen künftigen Weltuntergang annahm und seine Auffassung philosophisch begründete. Eines der Argumente des Philoponos lautete: Wenn die Welt keinen zeitlichen Anfang hat, muss bereits eine unendliche Anzahl von Tagen vergangen sein. Wenn aber die Anzahl der Tage, aus denen die Vergangenheit besteht, endlos ist, hätte der heutige Tag nie erreicht werden können, denn damit wäre eine Aufeinanderfolge von unendlich vielen Tagen an ein Ende gekommen. Dagegen brachte Simplikios vor, die verflossenen Jahre seien, da sie der Vergangenheit angehörten, nicht mehr existent; es handle sich also nicht um die von Aristoteles ausgeschlossene Durchquerung einer Menge von unendlich vielen real – nicht nur potentiell – existierenden Einheiten. Dieses Gegenargument ist allerdings nicht stichhaltig, da eine wirkliche Aufeinanderfolge der vergangenen Jahre stattgefunden hat und die Verflossenheit der Jahre nichts an der realen Unendlichkeit ihrer Anzahl ändert. Im Rahmen der Vorgabe des aristotelischen Systems, das nur potentielle Unendlichkeit zulässt, ist das Argument des Philoponos aus heutiger Sicht zwingend. Offen bleibt aber die Frage, ob die Möglichkeit einer unendlichen Vergangenheit auch außerhalb des aristotelischen Unendlichkeitsverständnisses logisch ausgeschlossen ist. Darüber wird weiterhin kontrovers diskutiert.
An Ausführungen des Aristoteles anknüpfend unterschied Simplikios zwischen den Vorgehensweisen zweier Arten von Naturforschern: des „Physikers“ (physikós), womit er einen Naturphilosophen meinte, und des „Mathematikers“, das heißt eines Nichtphilosophen, der physikalische Gegebenheiten mit mathematischen Mitteln zu erfassen versucht. Ein Spezialfall eines solchen „Mathematikers“ ist der Astronom. Beide Forscherarten untersuchen denselben Gegenstand, aber auf unterschiedliche Weise. Der „Physiker“ fragt nach der Natur von Sphären und Himmelskörpern, er betrachtet sie unter qualitativem Gesichtspunkt, während sich der Astronom mit quantitativen Gesichtspunkten befasst und sich dabei auf eine arithmetische und geometrische Argumentation stützt. Der „Physiker“ fragt nach Kausalzusammenhängen, der Astronom beschränkt sich auf ein Beschreiben, das den beobachteten Phänomenen gerecht werden soll, ohne dass diese kausal erklärt werden. Simplikios hielt die naturphilosophische, „physikalische“ Vorgehensweise für die allein wissenschaftlich ertragreiche. Er meinte, die Astronomen sollten sich nicht mit dem Ersinnen von „Hypothesen“ – bloßen Rechenregeln zur „Rettung der Phänomene“ – begnügen, sondern eine durch kausale Argumentation gut begründete physikalische Theorie zur Ausgangsbasis ihrer Überlegungen machen. Nur eine so fundierte Astronomie könne wirkliche Erkenntnisse liefern. Sie müsse in der Lage sein, alle beobachteten Phänomene zu erklären, darunter scheinbare Schwankungen der Größe von Himmelskörpern.
Schon Aristoteles hatte die Ansicht vertreten, die Mathematik als übergeordnete Wissenschaft dürfe einer untergeordneten Wissenschaft wie der Astronomie Axiome liefern und sei für die Begründung und Erklärung der astronomischen Gegebenheiten, der Phänomene, zuständig. Die übergeordnete Wissenschaft kenne die Ursachen, die untergeordnete nur die Fakten. Diesem Grundsatz folgend verwendete Aristoteles geometrische Definitionen und Einsichten für seine kosmologischen Ausführungen. Gegen sein Argumentationsverfahren wandte sich Philoponos. Er meinte, ein auf die Physik bezogenes mathematisches Argument könne durch den Hinweis auf die Beschaffenheit der physikalischen Realität entkräftet werden, denn diese schränke die mathematische Möglichkeit so weit ein, dass das Argument seinen Grund verliere. Somit seien mathematische Prinzipien in der physikalischen Welt nicht uneingeschränkt anwendbar. Bei Simplikios stieß diese Ansicht auf vehemente Kritik. Er forderte einen unbehinderten Übergang von der Physik zu ihren mathematischen Prinzipien und umgekehrt eine uneingeschränkte Anwendung mathematischer Prinzipien auf die Physik und insbesondere auf die Astronomie. Eine deduktive Beweisführung hielt er für wichtiger als die Gewinnung von Einsichten durch Induktion. Demgemäß präsentierte er die aristotelische Kosmologie als ein streng deduktives System.

### Raum und Materie
Eines der Probleme, mit denen sich Simplikios bei der Kommentierung von Aristoteles’ Physik zu befassen hatte, war das Verhältnis der amorphen Urmaterie zum Raum. Hierfür war der Grundlagentext der Neuplatoniker Platons Dialog Timaios. Dort werden die kosmologischen Zusammenhänge im Rahmen einer Schöpfungserzählung dargestellt. Nach der neuplatonischen Interpretation ist aber mit der Schöpfung kein realer zeitlicher Ursprung des Kosmos gemeint; vielmehr hat Platon nur aus didaktischem Grund überzeitliche Kausalzusammenhänge fiktiv auf eine zeitliche Ebene projiziert, um sie für das zeitgebundene menschliche Denken besser erfassbar zu machen. Nach dem Bericht im Timaios hat der Schöpfergott, der Demiurg, die Urmaterie nicht aus dem Nichts geschaffen, sondern vorgefunden. Sie befand sich, bevor er seine Tätigkeit begann, in einem Zustand chaotischer Bewegung. Es gab schon vor der Schöpfung ein unsichtbares, formloses Substrat, das gewissermaßen der „Ort“ der regellosen Bewegung der Urmaterie war: die chṓra. Dieses Wort bezeichnet im Altgriechischen den Raum, daher wird der Ausdruck auch in diesem philosophischen Zusammenhang gewöhnlich mit „Raum“ übersetzt. Darunter ist jedoch nicht ein potentiell leerer Raum zu verstehen. Vielmehr hat die chora sowohl räumlichen als auch materiellen Charakter, sodass man von „Raum-Materie“ sprechen kann. Der Raum kann nur begrifflich, nicht real von seinem materiellen Inhalt getrennt werden. Die Aufgabe von Platons Schöpfer bestand darin, die formlose Urmaterie durch Einführung von Formen zu gestalten und aus dem Chaos einen sinnvoll geordneten Kosmos zu schaffen.
Aristoteles, der die Vorstellung einer zeitlichen Erschaffung der Welt ablehnte, befasste sich aus einer anderen Perspektive als Platon mit der Frage der Urmaterie. Nach seinem Konzept ist die Urmaterie das erste „Zugrundeliegende“ (Hypokeimenon), das Substrat oder Subjekt aller Eigenschaften in einem Körper. Wenn man von einem Körper gedanklich alle seine Eigenschaften wegnimmt, bleibt nach aristotelischem Verständnis nichts übrig außer dem Subjekt, das von diesen Eigenschaften bestimmt wird, und das ist die eigenschaftslose Urmaterie. Aus den Ausführungen des Aristoteles geht aber nicht klar hervor, wie er sich das vorgestellt hat. Jedenfalls kritisierte er das platonische Konzept. Er meinte, man könne dem Ort nicht die Funktion der Materie zuweisen, denn der Ort sei unbeweglich und daher von einem beweglichen Ding trennbar, während die Materie des Dings von diesem untrennbar sei. Man dürfe den Ort nicht mit Ausdehnung gleichsetzen. Offenbar betrachtete Aristoteles die Materie entweder als Ausdehnung oder als der Ausdehnung ähnlich, zumindest unter dem Gesichtspunkt, dass sie ebenso wie die Ausdehnung durch Eigenschaften, die sie erhält, eine Bestimmung bekommen muss.
Da weder Platon noch Aristoteles ein klares, ausgearbeitetes Konzept der Urmaterie vorgelegt hatte, blieb für die antiken Denker zu klären, was man sich unter der Materie als Subjekt der Eigenschaften eines Körpers vorzustellen hatte. Die Frage nach dem Subjekt der physikalischen Eigenschaften wird bis zur Gegenwart in der Naturphilosophie kontrovers diskutiert. Die Lösung, die Simplikios befürwortete und für die des Aristoteles hielt, war die Gleichsetzung der Urmaterie mit einer unbestimmten dreidimensionalen Ausdehnung. Nach seinem Verständnis gehören zu den Eigenschaften, die man einem Ding gedanklich wegnehmen muss, um zur Urmaterie zu gelangen, dessen bestimmte Länge, Breite und Tiefe. Was nach der Entfernung aller Eigenschaften als erstes Subjekt oder Urmaterie übrig bleibt, ist ein unbestimmtes Ausgedehntsein. Ein solches kommt allerdings in der physischen Wirklichkeit nicht vor, denn real existierende materielle Objekte haben immer eine bestimmte Ausdehnung. Die Besonderheit dieses Konzepts des Simplikios besteht darin, dass die Ausdehnung nicht wie üblich als eine der Eigenschaften eines Objekts aufgefasst wird, sondern selbst zum Subjekt von Eigenschaften gemacht wird. Indem die Urmaterie als unbestimmte Ausdehnung definiert wird, verliert sie den mysteriösen Charakter, den sie bei Aristoteles noch hat.

### Zeittheorie
Simplikios bemühte sich eingehend um ein Verständnis des Phänomens Zeit. Er fasste die Zeit als Abbild des Aion, der „Ewigkeit“, auf. Außerdem unterschied er zwischen der fließenden, physischen Zeit und einer metaphysischen „ersten Zeit“, die er als Vorbedingung der physischen Zeit betrachtete. Die physische Zeit bestimmte er als Maß des Seins des Bewegten. Die erste Zeit ist in seiner Theorie diejenige Instanz, welche die physische Zeit ordnet und bemisst. Sie ermöglicht den Fluss der physischen Zeit und bewirkt den geregelten Charakter der Abläufe. Durch die erste Zeit erhält das in Werden und Bewegung Befindliche seine relative Einheit. Die fließende Zeit ist von sich aus nicht in der Lage, diese Einheit zu vermitteln und die Entwicklung des sich Wandelnden zu ordnen. Somit steht die erste Zeit als Ursache in der ontologischen Rangordnung über der von ihr abhängigen fließenden Zeit, doch ist sie nicht mit dem Aion gleichzusetzen. Der Schlüssel zu ihrem Verständnis liegt in ihrem Verhältnis zur Weltseele, denn sie ist der Weltseele als Prinzip von deren Einheit und Ordnung zugeordnet.
Simplikios versuchte die von Aristoteles erörterten Paradoxa der Zeit aufzulösen. Dabei handelt es sich um Aporien, scheinbare oder wirkliche Sackgassen, in die man gerät, wenn sich aus Aussagen, die als zutreffend akzeptiert worden sind, unannehmbare Konsequenzen ergeben. Nach der Einschätzung des Simplikios ist es weder Aristoteles noch einem der späteren Denker gelungen, das Problem der Zeitparadoxa zu lösen. Eines der Paradoxa lautet: Die Zeit ist teilbar. Etwas Teilbares kann nur existieren, wenn es existierende Teile hat. Die Zeit hat aber keine existierenden Teile, denn die Vergangenheit existiert nicht mehr, die Zukunft noch nicht, und die Gegenwart ist kein Teil der Zeit, da sie ein ausdehnungsloser Zeitpunkt ist und die Zeit nicht aus Zeitpunkten zusammengesetzt ist. Also gibt es keine Zeit. Ein anderes Paradox besteht darin, dass jeder Moment aufhören muss zu existieren, aber es prinzipiell keinen Zeitpunkt geben kann, zu dem das geschieht. Weder kann der Moment aufhören zu existieren, während er noch existiert, noch kann er erst im nächsten Moment aufhören zu existieren, denn jeder Moment setzt das Ende des vorherigen voraus. Einen „nächsten“ Moment kann es gar nicht geben, da ausdehnungslose Momente ebenso wie geometrische Punkte auf einer Linie nicht aneinander angrenzen. Simplikios hielt es für notwendig, die Problematik der Paradoxa zu klären, um ein vollständiges Verständnis der Zeit zu gewinnen. Aus den Paradoxa ergebe sich nicht nur, dass es keine zeitliche Ausdehnung gebe, sondern auch, dass es nicht einmal das unausgedehnte Jetzt geben könne. Wenn dafür keine Lösung gefunden werde, werde sich niemand davon überzeugen lassen, dass Zeit existiere.
Ein Lösungsansatz des Damaskios, der bei Simplikios beschrieben ist, bestreitet die Existenz ausdehnungsloser Momente und spricht dem Jetzt als kleinster, unteilbarer Zeiteinheit eine Existenz als wirkliche Gegenwart zu. Der Zeitfluss wird dabei als sprunghaft vorgestellt. So wird die Gegenwart zu einem echten Teil der Zeit. Simplikios konnte sich aber mit dem Gedanken der Sprunghaftigkeit nicht anfreunden. Er hielt an der von Aristoteles postulierten kontinuierlichen, nicht gequantelten Zeit fest. Die Möglichkeit einer instantanen (keine Zeit benötigenden) akzidentellen Veränderung an einer Substanz in einem materiellen Substrat schloss er aus. Eine substantielle Änderung – die Änderung der Substanz selbst durch das Erscheinen einer neuen Form in dem materiellen Substrat – betrachtete er zwar als instantan, doch sah er darin nur den Abschluss eines vorbereitenden Prozesses, der zuvor in der Materie ablaufe und kontinuierlich sei. Ebenso beurteilte er die relationale Veränderung – etwa die Änderung der gegenseitigen Position zweier Körper –, die er im Gegensatz zu Aristoteles nicht für akzidentell hielt.
Simplikios war der Ansicht, das Jetzt sei teillos und eigenschaftslos, aber nicht bestimmungslos; er sah darin das Konstruktionsprinzip der Kontinuität und setzte das Prinzip der Zeitgestalt mit dem Prinzip der Kontinuität gleich. Die primäre Gegebenheit ist in seiner Zeittheorie die Kontinuität, nicht die zahlenmäßige Ordnung der Zeit. Darin unterscheidet sich seine Position von der des Aristoteles, der zufolge die zeitliche Abgrenzung, die Strukturierung der Zeit durch ein „Früher“ und „Später“ eine mathematische und physikalische Realität ist, wenngleich ihre physikalische Existenz schwer nachzuweisen und zu verifizieren ist. Zum Problem der Paradoxa vertrat Simplikios die Auffassung, die physische Zeit sei zwar beliebig teilbar, aber nur in der Vorstellung, nicht in Wirklichkeit. Die Aufteilung der Zeit in Momente beschreibe nicht die Realität, sondern sei nur ein gedankliches Konstrukt. Die Paradoxa entstünden dadurch, dass die vorgestellten Teile mit realen gleichgesetzt würden. Dabei werde die Zeit wie ein statisch Seiendes aufgefasst, doch habe sie ihre Wirklichkeit im Fluss des Werdens. Der Grund der Entstehung der Paradoxa liegt für Simplikios in der Natur der menschlichen Seele, welche die Zeit betrachtet. Die Seele steht zwischen dem Reich des überzeitlichen, unveränderlichen Seins und dem des Wandels. Sie hat denkend Zugang zu beiden, wobei sie aber zunächst die Seinsweise ihres Denkobjekts ihrer eigenen gleichsetzt und damit dessen Wirklichkeit nur teilweise erfasst. Von den festen Begriffen ihres Denkens her hat sie zunächst keinen Zugang zum Wandel und zur Zeit, in der er sich vollzieht. Erst durch Einsicht in ihre eigene Natur kann sie den Unterschied zwischen ihrer Seinsweise und derjenigen der entstehenden und vergehenden Dinge erfassen und die Besonderheit des Werdenden und der Zeit begreifen.

### Die Natur der Seele und die Entstehung der Übel
Die Neuplatoniker waren entschiedene Vertreter eines monistischen Weltbilds. Sie waren der Überzeugung, es gebe nur ein einziges Urprinzip, „das Eine“, das als alleiniger Ursprung alles Seienden und Guten zu betrachten sei. Daher bekämpften sie den Dualismus, der ein eigenständiges Prinzip des Schlechten als Gegenpol des Guten und Ursache der Übel annimmt und damit die Einheitlichkeit der Realität bestreitet. Auch Simplikios nahm zu diesem Problem Stellung und verteidigte den neuplatonischen Monismus. In seinem Epiktet-Kommentar argumentierte er gegen den Manichäismus, eine seit dem 3. Jahrhundert verbreitete religiöse Lehre, die eine dezidiert dualistische Erklärung des Schlechten bot. Er hatte persönlichen Kontakt mit einem Manichäer, der ihm über seinen Glauben Auskunft gab.
Dem absoluten Dualismus der Manichäer zufolge gibt es ein Reich des Guten und eines des Bösen. Diese stehen einander seit jeher als unversöhnliche Widersacher gegenüber und befinden sich in ständigem Kampf. Simplikios griff die Kosmogonie der Manichäer an, ihre Lehre von der Entstehung des Kosmos, nach der die Erschaffung der Welt einen Teil dieses Konflikts darstellt. Im Rahmen seiner Widerlegungsbemühungen warf er ihnen vor, ihre Erzählungen seien keine echten Mythen, sondern Monstrositäten. Außerdem hätten sie nicht begriffen, dass mythische Darstellungen nicht im buchstäblichen Sinn wahr seien, sondern symbolisch zu deuten seien.
Dem Schlechten (kakón) wies Simplikios, der traditionellen Überzeugung der Neuplatoniker folgend, keine echte Realität zu. Es sei nur eine „Beraubung“, eine Entbehrung des Guten. Eine „Natur des Übels“ gebe es nicht. In Wirklichkeit sei alles Schlechte als Mangel an Gutem erklärbar. Dem manichäischen Dualismus stellte Simplikios die platonische, auch von Aristoteles geteilte Überzeugung entgegen, jedes Streben ziele auf etwas wirklich oder vermeintlich Gutes ab. Niemand wolle vorsätzlich etwas Schlechtes als solches. Nach diesem Verständnis gelangt man dann zu etwas Schlechtem und Schädlichem, wenn man nach einem scheinbaren Gut strebt und dabei ein Übel miterwirbt, weil man dessen Schlechtigkeit entweder nicht erkennt oder um des guten Ziels willen in Kauf nimmt. So lässt sich jede Handlung, die im Ergebnis zu etwas Schlechtem führt, dadurch erklären, dass der Handelnde zwar etwas Gutes und Nützliches erlangen wollte, aber sich dabei verirrt und das eigentlich Angestrebte verfehlt hat. Fehlentscheidungen und Schlechtigkeit eines Menschen sind somit nur die Folgen eines Mangels an Einsicht, nicht einer bösen Natur in ihm. Sogar wenn es etwas von Natur aus Schlechtes gäbe, würde dieses um des eigenen Nutzens willen handeln, also wegen etwas Gutem. Dies wird sogar im Weltbild der Manichäer vorausgesetzt, wie Simplikios ihnen vorhielt: Nach ihrem Mythos strebt das Reich des Bösen im Kampf gegen das Gute danach, von diesem einen Nutzen für sich zu erlangen; also will es – so Simplikios – eigentlich etwas Gutes, obwohl es angeblich absolut schlecht ist. Demnach strebt das absolut Böse nach dem, was seiner eigenen Natur entgegengesetzt ist. Diese Annahme war für Simplikios absurd.
Aus der Sicht des Simplikios geht auch der Irrtum der Manichäer auf ein eigentlich gutes, berechtigtes Anliegen zurück: Sie haben das Schlechte zu einem eigenständigen Prinzip erhoben, um es nicht auf Gott zurückführen zu müssen. So wollten sie vermeiden, der absolut guten Gottheit die Verursachung des Bösen zuzuschreiben. Dabei sind sie aber „auf der Flucht vor dem Rauch ins Feuer gefallen“; der scheinbare Ausweg ist ihnen zum Verhängnis geworden, denn sie haben damit eine widersinnige Position eingenommen. Nach ihrer Behauptung hat sich nämlich das Gute im Kampf freiwillig der Einwirkung der gegnerischen Macht ausgesetzt und dabei Verluste erlitten. Das ist nach der Argumentation des Simplikios absurd: Wenn sich das Gute so verhielte, wäre es unvernünftig und unfähig und somit schlecht. Ein wirklich absolut Gutes kann sich gar nicht auf einen Kampf einlassen; es ist für alles Schlechte unerreichbar. Die manichäische Vorstellung eines Kampfes zweier Urprinzipien setzt voraus, dass das eine Prinzip das andere angreift, also in dessen Bereich vordringt. Das ist aber bei Prinzipien, die einander von Natur aus absolut entgegengesetzt sind, unmöglich, denn das eine müsste beim Kontakt mit dem anderen entweder seine Natur ändern oder vernichtet werden. Beides ist per Definition ausgeschlossen. Überdies warf Simplikios den Manichäern vor, ihre Weltdeutung nehme dem Menschen den Bereich dessen, was in seine Zuständigkeit falle, denn sie enthebe ihn der Verantwortung für seine ethischen Entscheidungen. Wenn ein ewiges, mächtiges Prinzip des Bösen die Ursache der Übel sei, dann sei es auch der Grund für menschliche Fehler. Schlechte Handlungen eines Menschen seien dann nicht mehr auf ihn selbst zurückzuführen, denn er sei in diesem Fall einem übermächtigen Einfluss ausgesetzt und seine Selbstbestimmung sei aufgehoben.
Nach Simplikios’ Verständnis ist der Mensch dem Schlechten niemals hilflos ausgeliefert; er kann sich stets für das Gute, das seiner Naturanlage entspricht, entscheiden. Überdies ist der Bereich, in dem Schlechtes tatsächlich vorkommt, eng begrenzt. Beeinträchtigungen, die den Körper betreffen, zählen nicht zum Schlechten im eigentlichen Sinn, und das Vorhandensein oder Fehlen materieller Güter ist unwesentlich. Materielle Zerfallsprozesse sind ebenso notwendig wie Entstehungsprozesse und im Rahmen der Weltordnung sinnvoll. Das Wechselspiel von Zusammensetzung und Auflösung der Körper ist an sich nichts Schlechtes; wenn man es aus einer höheren Perspektive betrachtet und das Ganze ins Auge fasst, erweist es sich als Notwendigkeit. Wirklich schlimm sind nur seelische Fehlhaltungen, denn nur auf die unsterbliche Seele kommt es an, nicht auf den vergänglichen Körper. Somit existiert echtes Übel weder in der Natur, die den Menschen umgibt, noch in seinen Lebensumständen, sondern nur in seiner Seele, und dort kann es durch Erkenntnis und eine philosophische Lebensweise ausgeschaltet werden. Außerdem sind auch physische Unzulänglichkeiten auf einen relativ kleinen Teil des Kosmos beschränkt. Sie kommen nur im irdischen Bereich vor, denn nur dort finden die Prozesse des Entstehens, Wandels und Vergehens statt, die das Auftreten physischer Mängel ermöglichen. Gemäß dem damaligen Weltbild der paganen Philosophen glaubte Simplikios, das Werden und Vergehen spiele sich ausschließlich im „sublunaren“ Raum – unterhalb des Mondes – ab. Den ganzen Himmel oberhalb der Mondsphäre betrachtete er als eine vollkommene Region, der alles Schlechte fremd sei.
In der Seelenlehre unterschied Simplikios drei Arten von Seelen:
- die „ersten“ Seelen, deren Wohnsitze sich oberhalb der Mondsphäre im Bereich der unvergänglichen Körper befinden. Sie steigen niemals zur Erde hinab und kennen keinerlei Übel. Da sie ungehindert ihrer eigenen Natur folgen, sind sie ausschließlich auf das unvergängliche Gute ausgerichtet. Daher können sie keine Fehlentscheidungen treffen. In ihnen sind keine Regungen, die sich auf Materielles und Vergängliches beziehen.
- die Seelen, die zwar der Welt des Unvergänglichen entstammen, aber zur Erde hinabsteigen und dort menschliche Körper bewohnen. Sie nehmen eine Zwischenstellung zwischen der göttlichen Welt des reinen Seins und der tierischen und pflanzlichen des reinen Werdens ein und haben zu beiden Bereichen Zugang. Durch ihren Abstieg kommen sie mit dem Schlechten in Kontakt. Da ihnen die ausschließliche Ausrichtung auf das Gute abhandengekommen ist, müssen sie herausfinden, was für sie gut ist, und irrtumsanfällige Entscheidungen treffen. Das kann dazu führen, dass sie eine ihrer guten Natur entgegengesetzte Disposition erhalten. Sie sind aber in der Lage, sich durch geistiges Bemühen wiederum dem Guten zuzuwenden und damit das für sie Naturgemäße zu verwirklichen. Wenn sie zu ihrer Heimat jenseits der Mondsphäre emporsteigen, sind sie von allen Übeln befreit.
- die Seelen der Tiere und Pflanzen, die nur ihren irdischen Lebensraum kennen. Sie sind in ihren Betätigungen stets auf das Körperliche, dem sie verwandt sind, ausgerichtet. Da den Tieren die Vernunft fehlt, sind sie ihren nichtvernünftigen Begierden ausgeliefert. Das ist aber bei ihnen nichts Schlechtes, sondern für sie naturgemäß. Sie folgen dem Drang zur Erhaltung des Lebens; damit haben auch sie etwas Gutes als Ziel. Ihre Art, Übel zu erleben, ist abgestuft: Bei niederen Tieren handelt es sich um ein rein körperbezogenes Erleben, ähnlich wie bei den Pflanzen; bei manchen höheren Tieren nähert sich die Erfahrung von Übeln der menschlichen.

### Ethik
Das Interesse, das Simplikios der Seelenlehre und der Frage nach dem Schlechten entgegenbrachte, war – wie bei allen Neuplatonikern – praxisbezogen. Es ging ihm um die Verwertung der gewonnenen Erkenntnisse für die Lebensführung. In diesem Sinne stellte er am Anfang seines Epiktet-Kommentars fest, das Handbüchlein des Stoikers wende sich an Leser, die nicht nur den Inhalt zur Kenntnis nehmen wollten, sondern auch bereit seien, sich von den Worten bewegen zu lassen und die Ratschläge in ihrem Leben umzusetzen. Das Ziel bestehe darin, die Seele so frei zu machen, dass sie nichts mehr fürchte, sich von nichts betrüben lasse und von nichts unter ihr Stehendem überwältigt werden könne. Damit erreiche sie den naturgemäßen Zustand, der ihr im Rahmen der Weltordnung zugedacht sei. Dieses Ziel war für Simplikios auch das Leitprinzip seiner eigenen Arbeit als Kommentator. Er wollte Epiktets stoische Anleitung zu einem philosophischen Leben seinen von der platonisch-aristotelischen Denkweise geprägten Lesern nahebringen. Dabei legte er besonderen Wert darauf, Begründungen zu bieten und den Sinn und Nutzen der Regeln und Mahnungen Epiktets verständlich zu machen.
Großes Gewicht legte Simplikios auf die Unterscheidung zwischen dem, was in der Macht des Menschen steht und in seine Verantwortung fällt, und dem, worauf man keinen Zugriff und Einfluss hat. Die Unterscheidung zwischen dem, „was an uns liegt“ (ta eph’ hēmín), und allem übrigen war die Grundlage von Epiktets ethischem Programm. Epiktet forderte volle Konzentration auf den allein wesentlichen eigenen Zuständigkeitsbereich, den es jederzeit zu erkennen gelte. Simplikios sah seine Aufgabe als Kommentator darin, dem Leser zu einem genaueren Verständnis dessen, was „an uns liegt“, zu verhelfen. Dabei ging es ihm um die Angelegenheiten, über welche die Seele freie Entscheidungen fällen kann. Nur in diesem Bereich liegt nach seiner Überzeugung die Ursache dafür, dass ein gutes Leben gut ist und ein schlechtes schlecht. Wenn die Seele gemäß ihrer eigenen Natur tätig ist, ist sie frei und in der Lage, eine selbstbestimmte und ihr selbst zuträgliche Wahl zu treffen. Dann entscheidet sie nach einem Kriterium, das in ihr selbst liegt und ihrer guten Natur entspricht. Im Gegensatz zu unbeseelten Körpern ist sie selbstbewegt und damit Ursache ihrer eigenen Bewegungen und Tätigkeiten. Daher kann sie sich aus eigener Kraft dem Einen und Guten, das ihr Ursprung ist, zuwenden und dann entsprechend handeln. Dafür ist erforderlich, dass sie sich von den Bewegungen unabhängig macht, die von außen initiiert sind. Aber auch von außen angeregte oder beeinflusste Meinungen und Tätigkeiten der Seele sind nicht als etwas Fremdes zu betrachten, sondern als etwas Eigenes, denn die Seele selbst ist es, die sich das von außen Kommende zu eigen gemacht hat; es ist dann ihre eigene Bewegung. Alle ihre Impulse kommen aus ihr selbst, im Gegensatz zu einem Gestoßenwerden von außen.
Simplikios ging auf Einwände ein, die gegen dieses Konzept erhoben werden können. Er setzte sich mit deterministischen und fatalistischen Vorstellungen auseinander, denen zufolge es „das, was an uns liegt“ gar nicht gibt, weil menschliches Handeln von Zufällen oder Notwendigkeiten bestimmt wird und nicht von einem freien Willen.
In Anknüpfung an Epiktets Rat, das Ziel kompromisslos zu verfolgen, meinte Simplikios, man solle es mit vollem Ernst und nicht beiläufig angehen. Epiketets Ansicht war, beim Einüben einer vernünftigen, tugendhaften Haltung sei für Anfänger ein gemäßigtes Vorgehen nicht zweckmäßig. Vielmehr solle sich ein Philosophieschüler radikal von seinen bisherigen fragwürdigen Gewohnheiten abwenden, um sich ganz auf sein gestecktes Ziel zu konzentrieren. Man solle mit kleinen Dingen beginnen, dabei aber konsequent sein. Schon Aristoteles hatte empfohlen, unerwünschten Charakterzügen zunächst hart entgegenzutreten; später könne der Schüler dann, wenn er Einsicht gewonnen und seinen Charakter gut ausgebildet habe, die anfängliche Strenge wieder abmildern, ohne dadurch Versuchungen zum Opfer zu fallen. Simplikios stimmte diesen Überlegungen zwar im Prinzip zu, distanzierte sich aber von Forderungen eines radikalen Stoizismus, die er für unrealistisch hielt. Er konstatierte, kein Mensch könne seine Begierden gänzlich ausschalten. Zu schnelles Vorgehen hielt er für schädlich. Nach seiner Lehre sollen irrationale Bestrebungen nicht unterdrückt oder gar vernichtet werden. Vielmehr kommt es nur darauf an, dass sie sich der Herrschaft der Vernunft unterordnen und damit ihren angemessenen Platz einnehmen. Hier griff Simplikios Platons Metapher des „Kindes in uns“ auf. Das „Kind“ im Erwachsenen steht für das Irrationale, das sich im Leben der Seele bemerkbar macht. Es ist vernunftlosen Impulsen ausgeliefert, strebt ungezügelt nach sinnlich Lustvollem und entwickelt aufgrund falscher Vorstellungen unnötige Angst. Dieses Kind soll nach platonischem Verständnis nicht umgebracht, sondern belehrt und ausgebildet werden. Simplikios befand, Bildung (Paideia) sei hauptsächlich „die Verbesserung des Kindes in uns durch den Pädagogen in uns“.

## Rezeption

### Mittelalter

#### Arabischsprachiger Raum
Im arabischsprachigen Raum war Simplikios als Sinbilīqiyūs bekannt. Zumindest die Kommentare zu den Kategorien und zum ersten Buch der Elemente Euklids wurden ins Arabische übersetzt; im Jahr 987 führte sie der Gelehrte Ibn an-Nadīm in seinem Kitāb al-Fihrist an. Er nannte den Namen des Simplikios unter den Mathematikern und Astronomen, schrieb ihm aber auch einen Kommentar zu De anima zu, der ins Altsyrische übersetzt worden sei und auch in einer arabischen Fassung vorliege. Schon der im späten 9. Jahrhundert in Bagdad tätige persische Mathematiker an-Nayrīzī hatte den Euklid-Kommentar in seinem eigenen Kommentar zu den Elementen ausgiebig zitiert. Auf die Angaben Ibn an-Nadīms stützte sich der Schriftsteller Ibn al-Qiftī (1172–1248), der Simplikios in seinem wissenschaftsgeschichtlichen Handbuch behandelte. Er bezeichnete ihn ebenfalls als Mathematiker und behauptete zusätzlich, er sei angesehen gewesen und habe Nachfolger gehabt, die nach ihm benannt worden seien, es habe also eine Schule des Simplikios gegeben.
Der 950 gestorbene Philosoph al-Fārābī, ein eifriger Verwerter antiken Gedankenguts, verwendete den Kategorien-Kommentar, ohne jemals den Namen des Autors zu nennen. Er teilte die harmonisierende Sichtweise des Simplikios. Auch der Philosoph Averroes (Ibn Rušd, 1126–1198), in dessen Werken sich zahlreiche Übereinstimmungen mit Texten des Simplikios finden, erwähnte den Neuplatoniker nie. Mit dessen Argumentation gegen Philoponos war er so vertraut, dass einer Forschungsmeinung zufolge zu vermuten ist, dass er Zugang zu Material aus dem Physik-Kommentar hatte.

#### West- und Mitteleuropa
Im 12. Jahrhundert übersetzte Gerhard von Cremona den Euklid-Kommentar an-Nayrīzīs ins Lateinische. Dadurch wurden auch die darin enthaltenen Simplikios-Zitate im Westen bekannt. Gerhard gab den Namen des Philosophen als Sambelichius wieder. Um die Mitte des 13. Jahrhunderts verwertete Albert der Große Gerhards Übersetzung für seinen eigenen Euklid-Kommentar, wobei er auch von Simplikios stammendes Material übernahm.
Den lateinischsprachigen spätmittelalterlichen Gelehrten West- und Mitteleuropas lagen nur zwei Schriften des Simplikios vor: die Kommentare zu den Kategorien und zu Über den Himmel, die Wilhelm von Moerbeke ins Lateinische übertragen hatte. Moerbeke beendete die Übersetzung des Kategorien-Kommentars im März 1266, die des Kommentars zu Über den Himmel im Juni 1271. Schon früher – im Zeitraum 1235–1253 – hatte Robert Grosseteste eine Teilübersetzung des Kommentars zu Über den Himmel angefertigt. Der Kommentar zu den Kategorien wurde von zahlreichen Gelehrten des späten 13. und des 14. Jahrhunderts herangezogen, darunter Thomas von Aquin, Heinrich von Gent, Aegidius Romanus und Johannes Duns Scotus, und entfaltete so eine starke Wirkung. Thomas schloss sich der von Simplikios vertretenen harmonisierenden Deutung des Verhältnisses von Platon und Aristoteles an. Petrus de Alvernia verwertete in seinem Kommentar zu Über den Himmel eine Fülle von Material aus dem einschlägigen Werk seines antiken Vorgängers, und Heinrich Bate nahm in seinem großen Handbuch Speculum divinorum et quorundam naturalium (Spiegel der göttlichen Dinge und gewisser Naturdinge) teils zustimmend, teils ablehnend zu Thesen Stellung, die Simplikios in seinem Kommentar zu Über den Himmel vorgetragen hatte. Duns Scotus hielt es für nötig, eigens darauf hinzuweisen, dass dem Urteil der Vernunft ein höherer Rang gebühre als der Autorität des Simplikios. Daraus ist ersichtlich, dass sich die Aristoteles-Kommentierung des Simplikios eines außerordentlichen Ansehens erfreute.

#### Byzantinisches Reich

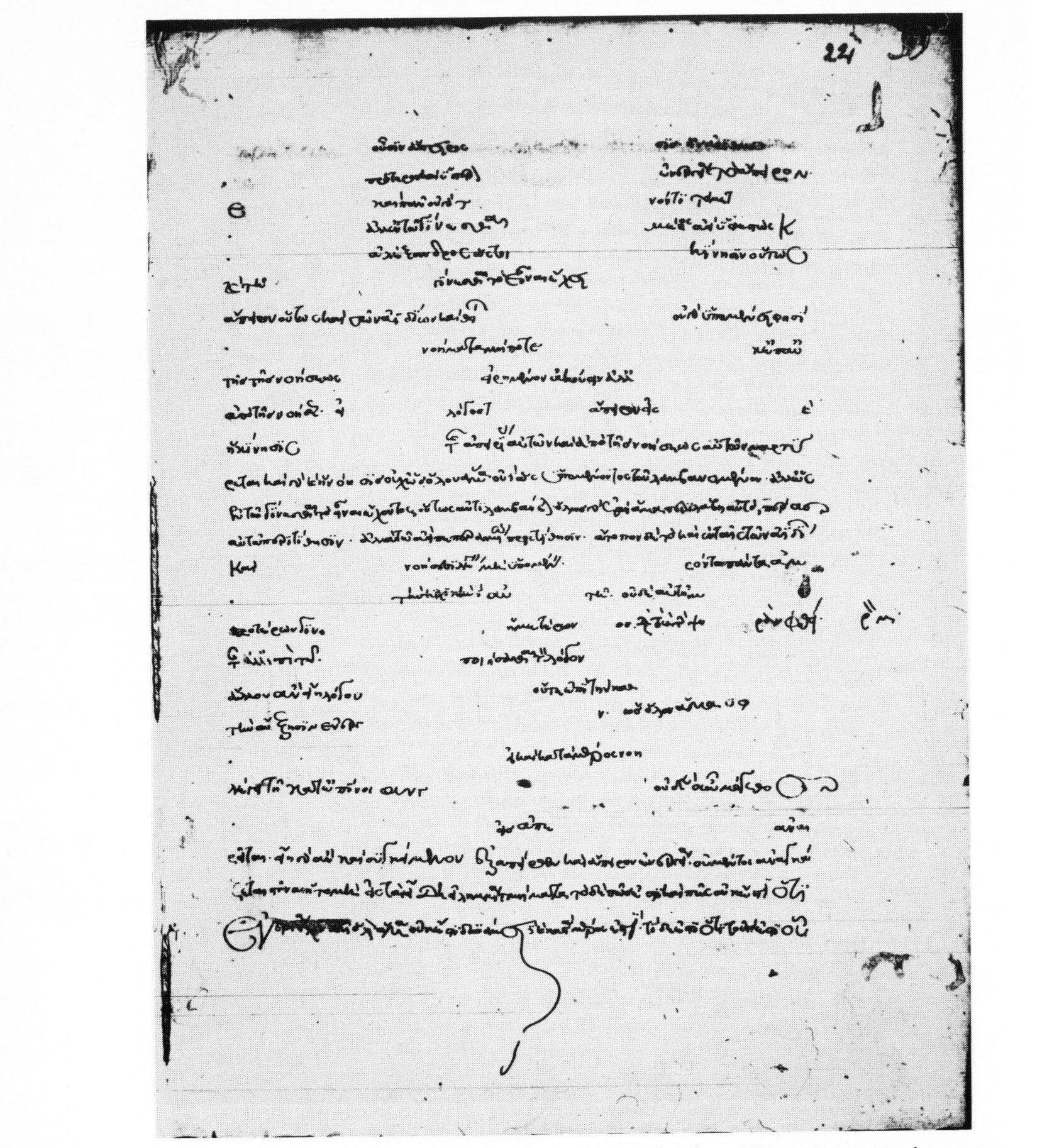
Eine Seite der von Theodora Rhaulaina zwischen 1261 und 1282 angefertigten Abschrift von Simplikios’ Kommentar zur Physik des Aristoteles. Moskau, Staatliches Historisches Museum, Codex 3649, fol. 221r

Die byzantinische Prinzessin Theodora Rhaulaina, eine Nichte Kaiser Michaels VIII., schrieb im Zeitraum 1261–1282 den Physik-Kommentar des Simplikios ab. Dieser textkritisch besonders wichtige Codex ist erhalten geblieben und befindet sich heute im Historischen Museum in Moskau.
Der byzantinische Philosoph Georgios Gemistos Plethon († 1452), ein Platoniker und Gegner des Aristotelismus, missbilligte die von Simplikios betriebene Harmonisierung der aristotelischen und der platonischen Philosophie. Er behauptete, Simplikios habe dies nur unternommen, um eine angebliche Eintracht der paganen Philosophen den Streitigkeiten unter den Christen vorteilhaft gegenüberzustellen. Dabei habe er aber nichts Überzeugendes vorgebracht.

### Frühe Neuzeit

#### Aristoteles-Kommentare

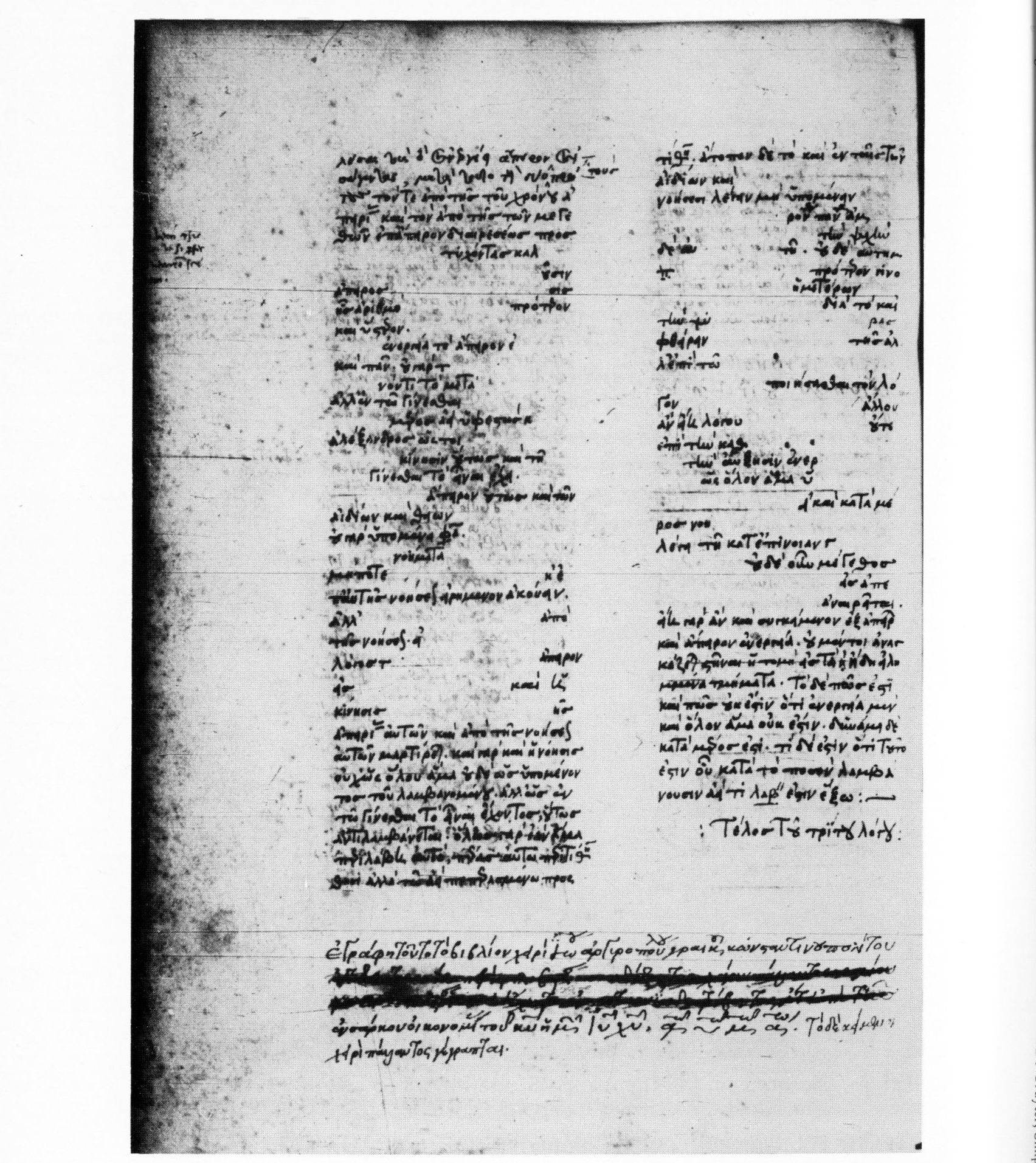
Eine Seite der 1441/1443 entstandenen humanistischen Abschrift des Physik-Kommentars des Simplikios. Paris, Bibliothèque Nationale, Gr. 1908, fol. 213v

Im 15. Jahrhundert wurden die griechischen Originaltexte den Humanisten zugänglich. Johannes Argyropulos, ein in Italien lebender byzantinischer Humanist, und Palla Strozzi fertigten 1441/1443 eine Abschrift des Physik-Kommentars an. Kardinal Bessarion (1403–1472), einer der führenden Humanisten seiner Zeit, studierte den Kommentar zu Über den Himmel. Er hatte Zugang zu zwei Handschriften und bemühte sich um die Textkritik. Der aus Kreta stammende Gelehrte Zacharias Kallierges edierte 1499 in Venedig den Kategorien-Kommentar. Die Erstausgabe des Physik-Kommentars wurde 1526 als Aldine von Gian Francesco d’Asola herausgebracht. Im Januar 1527 publizierte d’Asola die erste griechische Ausgabe des Kommentars zu Über den Himmel; dabei handelte es sich allerdings nicht um den Originaltext, sondern um eine Rückübersetzung der lateinischen Fassung Moerbekes. Erst 1865 wurde die erste Ausgabe des griechischen Originaltextes veröffentlicht. Der De anima-Kommentar wurde weiterhin allgemein als Werk des Simplikios betrachtet, wenngleich der Averroist Francesco Piccolomini († 1604) in seinem 1602 publizierten De anima-Kommentar für die Unechtheit eintrat. Die Erstausgabe erschien 1527 in Venedig. Die Hauptrolle bei der frühneuzeitlichen Rezeption von Simplikios’ Aristoteles-Kommentierung spielten aber nicht die griechischen Textausgaben, sondern die humanistischen Übersetzungen ins Lateinische. In den 1540er Jahren wurden erstmals lateinische Übersetzungen aller erhaltenen Aristoteles-Kommentare gedruckt; es folgte im Lauf des 16. Jahrhunderts eine Reihe weiterer Drucke, die vom anhaltenden Interesse der Gelehrten an diesen Werken zeugen.
Kontrovers diskutiert wurde die Berechtigung der harmonisierenden („konkordistischen“) Interpretation der Philosophiegeschichte durch die spätantiken Neuplatoniker, bei der sich besonders Simplikios hervorgetan hatte. Dabei machte sich der Einfluss aktueller weltanschaulicher Gegensätze bemerkbar: Der konkordistisch eingestellte Humanist Agostino Steuco (1497–1548) verteidigte Simplikios, während der Averroist Marco Antonio Zimara, ein älterer Zeitgenosse Steucos, und der antiplatonisch gesinnte Jesuit Benedictus Pererius (Benedetto Pereira; † 1610) den Konkordismus des Neuplatonikers zu widerlegen versuchten. Der Konkordismus in dem Simplikios zugeschriebenen De anima-Kommentar wurde von dem Aristoteliker Jacopo Zabarella (1533–1589), der sich der Platonisierung des Aristoteles widersetzte, nachdrücklich bekämpft.
Eine bedeutende Rolle spielte der für authentisch gehaltene Kommentar zu De anima in den Debatten des 16. Jahrhunderts um die Intellektlehre. Averroistisch gesinnte Gelehrte beriefen sich auf Simplikios, in dem sie einen Vertreter der averroistischen Lehre von der Einheit und Einzigkeit des Intellekts sahen. Sie meinten, die Position des Simplikios stimme im Wesentlichen mit der des Averroes überein. Diese Averroisten wurden als Anhänger des Simplikios oder „Simplikianer“ (Simpliciani) bezeichnet. Der namhafteste Wortführer der Simplikianer war Marco Antonio Genua († 1563), der in Padua, einer Hochburg des Averroismus, lehrte.
Galileo Galilei ließ in seinem 1632 publizierten Dialogo sopra i due massimi sistemi del mondo (Dialog über die beiden hauptsächlichsten Weltsysteme), in dem er das kopernikanische dem ptolemäischen Weltbild entgegenstellte, drei Gesprächsteilnehmer auftreten, darunter einen konsequenten Aristoteliker, der das ptolemäische System verteidigte und den er Simplicio nannte. Damit nahm er auf den antiken Aristoteles-Kommentator Bezug.

#### Epiktet-Kommentar
Das Interesse am Epiktet-Kommentar des Simplikios erwachte zunächst im Umkreis Bessarions, dessen Schüler Niccolò Perotti die Einleitung dieses Werks ins Lateinische übersetzte und seiner Übersetzung des Handbüchleins, die er 1451 Papst Nikolaus V. widmete, voranstellte. Angelo Poliziano verwertete 1479 den Kommentar für seine Verteidigung des Handbüchleins gegen die Kritik von Bartolomeo Scala. Er zog ihn auch für seine lateinische Übersetzung des Handbüchleins heran. Trotz des frühen Interesses humanistischer Kreise an der spätantiken Epiktet-Kommentierung kam die Erstausgabe erst 1528 in Venedig heraus. Agostino Steuco berief sich in seiner 1540 veröffentlichten Schrift De perenni philosophia (Über die ewige Philosophie) häufig auf die Schrift des Simplikios. Dieser habe zwar das Christentum abgelehnt, aber wunderbarerweise dasselbe über Gott gelehrt wie die Bibel. Seine Auffassung vom Guten, von der Willensfreiheit, der Vorsehung und der Aufgabe der Seele stimme mit der christlichen überein. Dies konnte sich Steuco nur mit der Annahme erklären, Simplikios sei von der christlichen Lehre beeinflusst worden.
Im Jahr 1546 erschien in Venedig die von Angelo Canini (Angelus Caninius) stammende erste vollständige lateinische Übersetzung des Epiktet-Kommentars; eine weitere, angefertigt von Hieronymus Wolf, wurde erstmals 1563 in Basel gedruckt. Eine neue Ausgabe des griechischen Textes, besorgt von Daniel Heinsius, erschien 1639, 1640 und 1646 in Leiden.
Im 17. Jahrhundert fand der Epiktet-Kommentar bei den Cambridger Platonikern Beachtung: John Smith fand darin eine Bestätigung seiner Überzeugungen und Ralph Cudworth setzte sich mit dem Werk des Simplikios auseinander. Cudworth sah in dem antiken Philosophen zwar eine bedeutende Autorität, nahm aber eine kritischere Haltung ein als Smith.

### Moderne
Für Georg Wilhelm Friedrich Hegel war Simplikios „der gelehrteste und scharfsinnigste der griechischen Kommentatoren des Aristoteles“. Zu Hegels Zeit war, wie er seinen Hörern mitteilen musste, von den Werken des Neuplatonikers „mehreres“ noch ungedruckt. Die erste moderne kritische Edition der Aristoteleskommentare des Simplikios wurde erst 1882 von der Berliner Akademie der Wissenschaften begonnen; 1907 erschien der letzte Band. Das Projekt stand unter der Leitung von Hermann Diels. Damals wurden die Kommentare vor allem als Quellen für die Philosophiegeschichte früherer Epochen und für die antike Aristoteles-Rezeption geschätzt. Unter diesem Gesichtspunkt urteilte der renommierte Gräzist Ulrich von Wilamowitz-Moellendorff, der „treffliche Simplikios“ sei „ein braver Mann“ gewesen und die Welt könne ihm nie genug für die Erhaltung der Bruchstücke aus verlorenen älteren Werken danken. Weniger Beachtung fand die philosophische Eigenleistung des Simplikios; die im 19. und frühen 20. Jahrhundert verbreitete Geringschätzung des spätantiken Neuplatonismus, der als zu spekulativ verrufen war, stand einer unbefangenen Beurteilung entgegen. In der zweiten Hälfte des 20. Jahrhunderts intensivierte sich jedoch die Erforschung seiner Lehre. Seither wird seine umfassende Synthese von aristotelischem und neuplatonischem Gedankengut als bedeutende Leistung gewürdigt. Auch die Bescheidenheit seines Auftretens als Wissenschaftler findet Anerkennung.
Eduard Zeller (1903) befand, die Kommentare seien „das Werk eines großen Fleißes und einer umfassenden Gelehrsamkeit“ und böten eine „sorgfältige und meist verständige Erklärung“ der ausgelegten Texte. Ganz verfehlt sei jedoch die Bestreitung erheblicher Widersprüche zwischen Aristoteles und Platon. Simplikios habe kaum eine originelle philosophische Leistung erbracht, sondern sei nur „der denkende Bearbeiter einer gegebenen und in allen wesentlichen Beziehungen zu ihrem Abschluss gekommenen Lehre“. Karl Praechter (1927) urteilte, Simplikios sei durch seine „gegenseitige Ergänzung und Temperierung platonischer und aristotelischer Denkart eine der anziehendsten Erscheinungen der ausgehenden Antike“. Schätzenswert sei seine „Liebe zu gediegener Gelehrsamkeit sowohl auf philosophischem und philologisch-literarischem Gebiete wie auf dem der exakten Wissenschaften“.
Richard Sorabji (1987) würdigte den Gedanken des Simplikios, dass die physikalische Realität als mit Eigenschaften ausgestattete Ausdehnung aufzufassen sei. Dieses Konzept sei zukunftsweisend gewesen; es sei ein Vorläufer eines modernen Verständnisses der physikalischen Gegebenheiten. Hier bestehe eine Parallele zum Denken von Albert Einstein, der ebenfalls diese Art, die physikalische Welt zu betrachten, favorisiert habe. Albrecht Dihle (1989) lobte die „zum Teil sehr scharfsinnigen eigenen Interpretationen der aristotelischen Texte“. Jens Halfwassen (2004) hob hervor, dass die Aristoteles-Kommentare „einen immensen Reichtum an Informationen über die gesamte antike Philosophie“ mit „philologischer Sorgfalt und hohem philosophischem Niveau“ verbänden. Allerdings sei Simplikios als spekulativer Denker Damaskios deutlich unterlegen.

## Textausgaben und Übersetzungen

### Kritische Ausgaben (teilweise mit Übersetzung)
Aristoteles-Kommentare
- Hermann Diels (Hrsg.): Simplicii in Aristotelis physicorum libros quattuor priores commentaria (= Commentaria in Aristotelem Graeca. Band 9). Georg Reimer, Berlin 1882.
- Hermann Diels (Hrsg.): Simplicii in Aristotelis physicorum libros quattuor posteriores commentaria (= Commentaria in Aristotelem Graeca. Band 10). Georg Reimer, Berlin 1895.
- Pantelis Golitsis, Philippe Hoffmann (Hrsg.): Commentaire à la Physique d’Aristote: Digressions sur le lieu et sur le temps. Édition critique avec introduction et traduction (= Commentaria in Aristotelem Graeca et Byzantina. Series Academica. Band 9). Walter de Gruyter, Berlin 2024, ISBN 978-3-11-078600-2 (mit französischer Übersetzung).
- Michael Hayduck (Hrsg.): Simplicii in libros Aristotelis de anima commentaria (= Commentaria in Aristotelem Graeca. Band 11). Georg Reimer, Berlin 1882 (nach einer verbreiteten Forschungsmeinung zu Unrecht Simplikios zugeschrieben).
- Johan L. Heiberg (Hrsg.): Simplicii in Aristotelis de caelo commentaria (= Commentaria in Aristotelem Graeca. Band 7). Georg Reimer, Berlin 1894.
- Karl Kalbfleisch (Hrsg.): Simplicii in Aristotelis categorias commentarium (= Commentaria in Aristotelem Graeca. Band 8). Georg Reimer, Berlin 1907.

Epiktet-Kommentar
- Ilsetraut Hadot (Hrsg.): Simplicius: Commentaire sur le Manuel d’Épictète. Brill, Leiden 1996, ISBN 90-04-09772-4.
- Ilsetraut Hadot (Hrsg.): Simplicius: Commentaire sur le Manuel d’Épictète. Les Belles Lettres, Paris 2001 ff. (mit französischer Übersetzung).
  - Band 1: Chapitres I–XXIX, 2001, ISBN 2-251-00493-9.

### Übersetzungen
deutsch
- Erwin Sonderegger: Simplikios: Über die Zeit. Ein Kommentar zum Corollarium de tempore. Vandenhoeck & Ruprecht, Göttingen 1982, ISBN 3-525-25166-1, S. 140–174 (Übersetzung des Corollarium de tempore; online).

englisch
- Simplicius: On Aristotle, Categories 1–4, übersetzt von Michael Chase. Duckworth, London 2003, ISBN 0-7156-3197-7.
- Simplicius: On Aristotle, Categories 5–6, übersetzt von Frans A. J. de Haas und Barrie Fleet. Duckworth, London 2001, ISBN 0-7156-3037-7.
- Simplicius: On Aristotle’s „Categories 7–8“, übersetzt von Barrie Fleet. Cornell University Press, Ithaca (N.Y.) 2002, ISBN 0-8014-3839-X.
- Simplicius: On Aristotle’s „Categories 9–15“, übersetzt von Richard Gaskin. Cornell University Press, Ithaca (N.Y.) 2000, ISBN 0-8014-3691-5.
- Simplicius: On Aristotle, On the Heavens 1.1–4, übersetzt von Robert James Hankinson. Duckworth, London 2002, ISBN 0-7156-3070-9.
- Simplicius: On Aristotle, On the Heavens 1.2–3, übersetzt von Ian Mueller. Bloomsbury, London 2014, ISBN 978-1-4725-5791-9.
- Simplicius: On Aristotle, On the Heavens 1.3–4, übersetzt von Ian Mueller. Bristol Classical Press, London 2011, ISBN 978-0-7156-4063-0.
- Simplicius: On Aristotle, On the Heavens 1.5–9, übersetzt von Robert James Hankinson. Duckworth, London 2004, ISBN 0-7156-3231-0.
- Simplicius: On Aristotle’s „On the Heavens 1.10–12“, übersetzt von Robert James Hankinson. Cornell University Press, Ithaca (N.Y.) 2006, ISBN 0-8014-4216-8.
- Simplicius: On Aristotle, On the Heavens 2.1–9, übersetzt von Ian Mueller. Duckworth, London 2004, ISBN 0-7156-3200-0.
- Simplicius: On Aristotle, On the Heavens 2.10–14, übersetzt von Ian Mueller. Duckworth, London 2005, ISBN 0-7156-3342-2.
- Simplicius: On Aristotle, On the Heavens 3.1–7, übersetzt von Ian Mueller. Bloomsbury, London 2009, ISBN 978-1-4725-5784-1.
- Simplicius: On Aristotle, On the Heavens 3.7–4.6, übersetzt von Ian Mueller. Bloomsbury, London 2014, ISBN 978-1-4725-5785-8.
- Simplicius: On Aristotle, Physics 1.3–4, übersetzt von Pamela Huby und Christopher Charles Whiston Taylor. Bloomsbury, London 2011, ISBN 978-0-7156-3921-4.
- Simplicius: On Aristotle, Physics 1.5–9, übersetzt von Han Baltussen u. a. Bloomsbury, London 2014, ISBN 978-1-4725-5786-5.
- Simplicius: On Aristotle, Physics 2, übersetzt von Barrie Fleet. Duckworth, London 1997, ISBN 0-7156-2732-5.
- Simplicius: On Aristotle, Physics 3, übersetzt von James O. Urmson. Duckworth, London 2002, ISBN 0-7156-3067-9.
- Simplicius: On Aristotle, Physics 4.1–5, 10–14, übersetzt von James O. Urmson. Duckworth, London 1992, ISBN 0-7156-2434-2.
- Simplicius: On Aristotle, Physics 5, übersetzt von James O. Urmson. Bloomsbury, London 2014, ISBN 978-1-4725-5846-6.
- Simplicius on Aristotle’s Physics 6, übersetzt von David Konstan. Cornell University Press, Ithaca (N.Y.) 1989, ISBN 0-8014-2238-8.
- Simplicius: On Aristotle, Physics 7, übersetzt von Charles Hagen. Duckworth, London 1994, ISBN 0-7156-2485-7.
- Simplicius: On Aristotle, Physics 8.1–5, übersetzt von István Bodnár, Michael Chase und Michael Share. Bloomsbury, London 2014, ISBN 978-1-4725-3917-5.
- Simplicius: On Aristotle, Physics 8.6–10, übersetzt von Richard McKirahan. Duckworth, London 2001, ISBN 0-7156-3039-3.
- Simplicius: Corollaries on Place and Time, übersetzt von James O. Urmson. Duckworth, London 1992, ISBN 0-7156-2252-8.
- Simplicius: On Aristotle, On the Soul 1.1–2.4, übersetzt von James O. Urmson. Bloomsbury, London 2014, ISBN 978-1-4725-5843-5 (Kommentar zu De anima, dessen Authentizität umstritten ist).
- Priscian: On Theophrastus on Sense-Perception, with ‚Simplicius‘: On Aristotle, On the Soul 2.5–12, übersetzt von Pamela Huby und Carlos Steel. Bloomsbury, London 2014, ISBN 978-1-4725-5847-3 (Kommentar zu De anima, dessen Authentizität umstritten ist).
- Simplicius: On Aristotle, On the Soul 3.1–5, übersetzt von Henry J. Blumenthal. Bloomsbury, London 2013, ISBN 978-0-7156-2896-6 (Kommentar zu De anima, dessen Authentizität umstritten ist).
- ‚Simplicius‘: On Aristotle, On the Soul 3.6–13, übersetzt von Carlos Steel. Bristol Classical Press, London 2013, ISBN 978-1-78093-208-8 (Kommentar zu De anima, dessen Authentizität umstritten ist).
- Simplicius: On Epictetus, Handbook 1–26, übersetzt von Charles Brittain und Tad Brennan. Duckworth, London 2002, ISBN 0-7156-3068-7.
- Simplicius: On Epictetus, Handbook 27–53, übersetzt von Tad Brennan und Charles Brittain. Duckworth, London 2002, ISBN 0-7156-3069-5.

französisch
- Simplicius: Commentaire sur les Catégories. Traduction commentée, übersetzt von Ilsetraut Hadot. Brill, Leiden 1990
  - Fascicule 1: Introduction, première partie. ISBN 90-04-09015-0.
  - Fascicule 3: Préambule aux Catégories. Commentaire au premier chapitre des Catégories. ISBN 90-04-09016-9.
- Simplicius: Commentaire sur les Catégories d’Aristote. Chapitres 2 à 4, übersetzt von Philippe Hoffmann, kommentiert von Concetta Luna. Les Belles Lettres, Paris 2001, ISBN 2-251-18001-X.

arabisch (mittelalterlich)
- Rüdiger Arnzen (Hrsg.): Abū l-ʻAbbās an-Nayrīzīs Exzerpte aus (Ps.-?)Simplicius’ Kommentar zu den Definitionen, Postulaten und Axiomen in Euclids Elementa I. Selbstverlag, Köln 2002, ISBN 3-00-009172-6.

lateinisch (mittelalterlich)
- Simplicius: Commentaire sur les Catégories d’Aristote. Traduction de Guillaume de Moerbeke, hrsg. von Adriaan Pattin, 1971–1975 (kritische Ausgabe)
  - Band 1. Publications Universitaires, Louvain 1971.
  - Band 2. Brill, Leiden 1975, ISBN 90-04-04250-4.
- Simplicius: Commentaire sur le traité Du ciel d’Aristote. Traduction de Guillaume de Moerbeke. University Press, Leuven 2004 ff. (kritische Ausgabe)
  - Band 1, hrsg. von Fernand Bossier, 2004, ISBN 90-5867-404-5.

lateinisch (humanistisch)
- Simplicius: Commentarium in decem Categorias Aristotelis. Übersetzt von Guillelmus Dorotheus. Neudruck der Ausgabe Venedig 1540, hrsg. von Rainer Thiel und Charles Lohr. Frommann-Holzboog, Stuttgart-Bad Cannstatt 1999, ISBN 3-7728-1220-1 (mit Einleitung).